# أولريش بيرغر
أولريش بيرغر هو سياسي ألماني، ولد في 24 أكتوبر 1921 في دورتموند في ألمانيا، وتوفي في 21 يناير 2003 في برلين في ألمانيا. نشط حزبياً في الحزب النازي والاتحاد الديمقراطي المسيحي. وقد انتخب عضو مجلس الشورى الموحد شمال الراين وستفاليا ‏ خلال فترته النيابية ‏ وانتخب عضو في البوندستاغ الألماني خلال فترته النيابية ‏ (15 أكتوبر 1957 – 15 أكتوبر 1961).